# Filip Grgić
Filip Grgić (Zagreb, 25. listopada 1989.) hrvatski tekvandoaš, svjetski prvak i dvostruki viceprvak europe.
Sa samo 17 godina i prvom sezonom u seniorskoj konkurenciji osvojio je Svjetsko seniorsko prvenstvo 2007. godine i donio prvu zlatnu medalju hrvatskoj s tog natjecanja. Na istom prvenstvu osvajač je nagrade za fair play. Iste godine proglašen je za najuspješnijeg sportaša hrvatske u izboru Hrvatskog olimpijskog odbora. 
Na Svjetskom seniorskom prvenstvu 2015. godine osvojio je 5. mjesto. Na Europskim seniorskim prvenstvima 2010. osvojio je srebrne medalje te 5. mjesto 2014. godine.
Povijest je ispisao i kao prvi hrvatski muški taekwondoaš koji se ikada plasirao na Olimpijske igre i to na Olimpijske igre 2016.
Kvalificirao se na Europskom kvalifikacijskom turniru u Istanbulu 2016. godine na kojem je osvojio srebrnu medalju.
Na Olimpijskim igrama 2016. godine nastupio je u kategoriji do 68 kilograma te u osmini finala izgubio od Španjolca Joela Gonzaleza rezultatom 4:3.

## Nagrade i priznanja
- Proglašen je Najuspješnijim sportašem hrvatske 2007. godine  Arhivirana inačica izvorne stranice od 14. prosinca 2020. (Wayback Machine) u izboru Hrvatskog olimpijskog odbora
- Dobitnik je nagrade „Dražen Petrović 2007. godine“  Arhivirana inačica izvorne stranice od 19. rujna 2020. (Wayback Machine)
- Dobitnik je Državne nagrade za sport „Franjo Bučar 2019. godine“
- 2018. godine dobitnik je priznanja Zlatna medalja časti - najbolji muški sportaš povodom 50 godina taekwondoa u Hrvatskoj

## Vanjske poveznice
- http://www.worldtaekwondo.org/wp-content/uploads/2017/01/18th_WorldTaekwondoChampionships_2007.pdf
- https://www.vecernji.hr/sport/filip-grgic-europski-doprvak-140264
- [neaktivna poveznica]
- https://www.vecernji.hr/sport/filip-grgic-prvi-hrvatski-tekvondas-na-olimpijskim-igrama-1052584
- https://www.hoo.hr/hr/natjecanja/olimpijske-igre/olimpijske-igre/oi-rio-2016/4376-oi-rio-ispao-i-filip-grgic  Arhivirana inačica izvorne stranice od 13. prosinca 2020. (Wayback Machine)
- https://www.hoo.hr/hr/nagrade-i-priznanja/izbor-najuspjesnijih/1469-najuspjesniji-2007  Arhivirana inačica izvorne stranice od 14. prosinca 2020. (Wayback Machine)<
- https://www.hoo.hr/images/dokumenti/nagrade-priznanja/pregled-dobitnika-nagrade-drazen-petrovic-2007-2017.pdf  Arhivirana inačica izvorne stranice od 19. rujna 2020. (Wayback Machine)
- Državna nagrada za šport "Franjo Bučar"